# Sandro Iannotta
Sandro Iannotta (* 18. Juni 1998 in München) ist ein deutscher Schauspieler und Synchronsprecher. Er ist der Bruder von Kevin Iannotta.

## Filmografie
- 2006: Ausgerechnet Fußball
- 2006: Das Beste aus meinem Leben
- 2008: Die Wilden Kerle 5
- 2009: Die Unbedingten
- 2012: Die Aufnahmeprüfung

## Synchronisation
- 2004:  Lauras Stern als Tommy
- 2005: Transporter – The Mission als Jack Billings
- 2006–2009: Immer wieder Jim (Fernsehserie) als Kyle
- 2008: Kleiner Dodo  als Dodo
- 2008: Mein Freund auf vier Pfoten als Kyle Graham
- 2006–2009: Claude als Claude
- 2011: High 5-Auf Siegestour als Leo